# Namibia Women’s Super League
Die Namibia Women’s Super League (NFA-WSL) ist die höchste Spielklasse im Frauenfußball in Namibia. Mit der Saison 2011/12 hatte die Namibia Football Association erstmals eine einheitliche, landesweite Frauenliga geschaffen. Sie ersetzte die 2005 eingeführte NFA Women Championships. Die Liga fand nur unregelmäßig statt und fiel aufgrund der COVID-19-Pandemie in Namibia zeitweilig komplett aus. Seit 2023 findet diese wieder jährlich statt und wird von FNB Namibia namensgebend als FNB Women Super League gesponsert.

## Modus
Ursprünglich traten zunächst sechs Mannschaften an. Es handelte sich vor allem um Teilnehmer der bis 2009 ausgetragenen „Khomas Women’s Football League“, d. h. Okahandja Beauties, Challengers FC, 21 BDE United, JS Academy, UNAM Bokkies und Poly Babes. In den Folgesaisons traten dann bis zu zehn Mannschaften an. Mit der Professionalisierung des Ligabetriebes nahmen erstmals zur Saison 2023 14 Mannschaften teil, ab der Folgesaison dann wieder 12 Mannschaften. Die Saison 2023, 2023/24 und 2024/25 wurden mit je 7,5 Millionen Namibia-Dollar durch FNB Namibia finanziert.